# L'Autre Maison
Pour le film québécois, voir L'Autre Maison (film).
L'Autre Maison (The Other House) est un roman de Henry James, paru en 1896.
La traduction française, signée François Rosso, ne paraît aux Éditions de la Différence qu'en 1987.

## Historique
L'œuvre a été écrite au moment où l'auteur venait de s'installer en Angleterre. Dans le projet initial, en 1893, Henry James envisage d'écrire avec son sujet une pièce de théâtre intitulée La Promise. Il en produit l'argument, sous forme de quelques scènes, qu'il présente sans succès à plusieurs producteurs. En 1896, pour une publication dans le magazine populaire Illustrated London News, il transforme le tout en un roman, qu'il rebaptise L'Autre Maison, où une grande partie du texte est composé de dialogues.  En 1909, il reprendra l'idée pour rédiger in extenso la pièce de théâtre, qui ne sera finalement jamais jouée. 

## Résumé
Sur son lit de mort, Julia Bream arrache à son mari Tony la promesse de ne jamais se remarier tant que vivra leur fille Effie. Elle veut ainsi préserver l'enfant de la tyrannie d'une marâtre, dont elle n'a elle-même que trop souffert pendant son enfance. 
Rose Armiger, la meilleure amie de Julia, est secrètement amoureuse de Tony. Elle tient toutefois à respecter le serment fait à la morte. Aussi a-t-elle choisi de nouer des relations affectives avec Dennis Vidal. Les années passent, et Rose devine un jour qu'une certaine Jean Martle a conquis le cœur de Tony Bream. Après avoir tenté en vain de pousser Jean à un autre mariage, elle échafaude une solution impitoyable pour mettre un terme à cette liaison. 
Alors que Jean a la garde de l'enfant, Rose noie la petite Effie et tente de rejeter la responsabilité du crime sur la seule personne qui avait tout avantage à faire disparaître le seul « obstacle » à des épousailles souhaitées. Mais elle échoue dans sa manœuvre. Le Dr Ramage, médecin de la famille convainc la police que l'enfant est morte de causes naturelles. La noyade est dès lors considérée comme un accident, mais Rose ne trompe personne sur le rôle abject qu'elle a tenu. Il ne lui reste plus qu'à rompre toute relation avec Tony et Jean.  

## Sources
- Edward Wagenknecht, The Novels of Henry James, New York: Frederick Ungar Publishing Co., 1983  (ISBN 0-8044-2959-6)
- Oscar Cargill, The Novels of Henry James, New York: Macmillan Co., 1961